# FidoNet
```

                   __
                  /  \
                 /|oo \
                (_|  /_)
                 _`@/_ \    _
                |     | \   \\
                | (*) |  \   )) 
   ______       |__U__| /  \//
  / FIDO \       _//|| _\   /
 (________)     (_/(_|(____/

```

FidoNet er et netværk til udveksling af meddelelser og filer, som blev anvendt af BBS'er før udbredelsen af Internet tog fart.  
Det blev grundlagt i 1984 af Tom Jennings, som en måde at netværksforbinde sit BBS-program, "Fido", på.  
Senere blev andre BBS-programmer, der understøttede den samme protokol, optaget i netværket.
FidoNet er (normalt) et opringningsbaseret system, hvor knudepunkterne (eller noderne af engelsk node) forbinder sig med hinanden og udveksler filer ved hjælp af et antal protokoller.  
Da forbindelserne mellem knudepunkterne sker via de samme telefonlinjer, som BBS'ernes brugere anvender, finder udvekslingen af filer mellem knudepunkterne sted på bestemte tidspunkter i løbet af dagen.
FidoNet har sine egne standarder for netmail (svarende til Internets e-mail), echomail (Usenet-lignende nyhedsgrupper, i FidoNet Danmark kendt som konferencer) og filoverførsler.  
Nyere standarder beskriver hvordan FidoNet-meddelelser og filer kan transporteres via TCP/IP, så FidoNet kan anvende Internet som en transportvej.
En del af FidoNets echomail-konferencer findes i Usenets hierarki af nyhedsgrupper og der er tjenester, som kan anvendes til udveksling af e-mail mellem Internet og FidoNet.
FidoNets medlemmer er computeramatører (mange af dem er også hackere og radioamatører), og der er fri adgang til netværket.
FidoNet er organisatorisk opbygget som en træstruktur.  
Der er fuldautomatiske programmer som noder og slutbrugere (points) kan anvende.  
En almindelig programpakke består af en mailer (et program, der håndterer den fysiske udveksling af filer og meddelelser mellem systemer), en tosser (der klargør meddelelser til overførsel, udfører overordet dirigering af hvor meddelelserne skal sendes hen og desuden fungerer nogle gange som grænseflade til brugerens programmel), samt forskellige andre værktøjer.
Slutbrugerens programmer er blandt andre et postlæsningsprogram, foruden ovennævnte programmer.
På grund af Internets, og dermed Usenets nyhedsgruppers, store udbredelse er antallet af brugere af FidoNet faldet voldsomt, men det er stadig særdeles populært i Rusland.  
Da FidoNets udbredelse var på sit højeste i Danmark, var der omkring 8.000 brugere, mens der på verdensplan var 50.000 til 100.000 brugere; de præcise tal kendes ikke, da kun noder skal registreres.